# 기형종
기형종(畸形腫, 영어: teratoma)은 다른 형태로 분화가 가능한(pluripotent) 생식 세포에 의해서 발생하는 종양이다. 보통 남자의 정소, 여자의 난소, 아이의 천골에서 발생한다.
기형종은 주변 세포와 관련없는 조직으로 형성되는 경우가 많은데, 예를 들어 난소에서 발생한 기형종은 체모와 치아로 발달하는 것으로 알려져 있다.